# Horacio Alberto Bózzoli
Horacio Alberto Bózzoli (23 de juny de 1927, Buenos Aires - 30 de desembre de 1993, San Miguel de Tucumán) fou un bisbe argentí de la diòcesi de San Miguel i arquebisbe de l'arxidiòcesi de Tucumán.

## Biografia
Estudià a l'escola Mariano Acosta de la ciutat de Buenos Aires, de la qual fou professor de ciències l'any 1947. Entrà al seminari diocesà i fou ordenat prevere el 1954. Es llicencià en teologia i filosofia i es doctorà en dret canònic.
El 30 de març de 1973 fou nomenat bisbe auxiliar de la diòcesi de San Martín i titular in partibus infidelium de Rusticiana. El 5 d'abril del 1975 fou traslladat com a bisbe auxiliar de l'arxidiòcesi de Buenos Aires. L'11 de juliol de 1978 fou nomenat bisbe de la nova creada diòcesi de San Miguel, ocupant-ne el càrrec el 30 de desembre. Fundà el seminari diocesà i en posà al davant el pare Héctor Rubén Aguer, actual arquebisbe de La Plata.
El 19 de gener de 1983 fou nomenat arquebisbe de Tucumán.